# 26891 Johnbutler
26891 Johnbutler (1995 CC2) là một tiểu hành tinh vành đai chính bên trong được phát hiện ngày 7 tháng 2 năm 1995 bởi D. J. Asher ở Siding Spring.